# Joseph Jules Descamps
Jules Joseph (Joseph) Descamps (né à Ath le 25 octobre 1820 - décédé à Monaco le 12 mars 1892) est un homme d'État belge, membre du Parti libéral. Il fut parlementaire et président de la Chambre des représentants du 22 mars 1881 au 17 mai 1884.

## Source
- (nl) Joseph Jules Descamps
- Jean-Luc De Paepe, Christiane Raindorf-Gérard, (ed.), Le Parlement Belge 1831-1894. Données Biographiques, Brussels, Académie Royale de Belgique, 1996, p. 228.